# Richard Adler
Richard Adler (New York, 3 augustus 1921 – Southampton New York,  21 juni 2012) was een Amerikaans componist, tekstschrijver en producer van vele Broadwaymusicals.
Adler groeide op in een muzikale omgeving, zijn vader, Clarence Adler, was concertpianist.
Hij behaalde zijn Bachelor of Arts aan de universiteit van North Carolina.
Nadat hij zijn diensttijd vervuld had, tijdens de Tweede Wereldoorlog bij de marine, begon hij in 1950 een samenwerking met de componist Jerry Ross; daarbij schreef Adler de liedteksten. Deze combinatie was heel succesvol, maar Ross overleed in 1955. Adler ging aanvankelijk alleen verder, maar kon niet die successen bereiken die hij samen met Ross wel haalde. De latere samenwerking met Robert Allen leverde hun in 1958 wel de grote hit Everybody Loves a Lover op, waarvoor Allen de muziek schreef en Adler de tekst. De uitvoerende artiest was Doris Day.
Enkele musicals van zijn hand:
- The Pajama Game (1954)
- Damn Yankee (1955)

## Populaire songs
- Rags to riches
- Hey, there
- Hernando's hideaway
- Steam heat
- Whatever Lola wants
- You gotta have heart
- Everybody loves a lover
- Another time, another place
- Heart
- I'm not at all in love
- Teasin

## Autobiografie
You Gotta Have Heart – (1990) ISBN 1-55611-201-7